# Raz
Raz (em persa: راز) é uma cidade e capital do distrito de Raz e Jargalan localizado no Irã.